# ロチェスター (ニューハンプシャー州)
ロチェスター（英: Rochester）は、アメリカ合衆国ニューハンプシャー州のストラッフォード郡にある都市。人口は3万2492人（2020年）で、ニューハンプシャー州海岸地域の主要都市である。市内にはイーストロチェスターとゴーニックのビレッジがある。またスカイヘイブン空港があり、毎年ロチェスター祭を開いている。

## 歴史

### 起源
ロチェスターにはかつてアベナキ族インディアンが住んでいた。彼らは釣りや狩猟を行い、カボチャ、スカッシュ、豆類およびトウモロコシを栽培する農業を営んでいたが、土地が痩せてくると住処を移していた。ゴーニックはスカマノゴーニックと呼ばれ、「粘土のある丘の水域」を意味していた。
ロチェスターの町はマサチューセッツ湾直轄植民地総督のサミュエル・シュートがその任期中に認可した4つの土地の1つだった。1722年に自治体となり、シュートの親友でロチェスター伯爵ローレンス・ハイドに因んでロチェスターと名付けられた。ロチェスター伯爵はイングランド王ジェームズ2世の義弟でもあった。
当時の慣習として背の高いシロマツの木はイギリス海軍のマストとして使われるために取って置かれた。しかしインディアンとの敵対関係のために開拓は1728年まで進まなかった。インディアンの攻撃は1748年まで続いた。初期の住居はヘイブンヒルの近くに防衛のために集合して置かれた。インディアンは戦争や病気のために勢力を落とし、この地域から居なくなった。当時の地域社会にはファーミントンやミルトンが含まれていたが、それぞれ1798年と1802年に自治体化された。

### ロチェスター広場
1737年、ロチェスターヒルにある会衆派教会ではエイモス・メイン牧師が初代の入植者牧師になった。この建物はロチェスター広場に移された。その広場は広さ250エーカー (1.0 km2) あり、ノルウェー松がたくさんあったのでノルウェー・プレインミル広場と呼ばれていた。当時は現在の中心街となったところまで拡がっていた。1738年までにこの農業町には60家族が住み着いた。今日、彫刻家ジューゼッペ・モレッティが制作したパーソン・メインの彫像が広場を俯瞰している。
1780年までに広場を取り巻く地域は町の中でも最も人口の多い場所となり、広場の東端には集会所兼教会が建てられ、その入り口はサウスメイン通りに面していた。新しい集会所の側に墓地も造られたが、その場所は湿気が多いことが分かり、現在のオールドロチェスター墓地に移された。1842年、集会所兼教会は現在のリバティ通りとサウスメイン通りの角に移された。時を経るに連れて広場は開発のために売却される場所が出て、その大きさは小さくなっていった。
アメリカ独立戦争のとき、広場は出征する兵士の集合場所になった。また南北戦争で戦死した54人の名前を刻んだ記念碑もある。きの記念碑は1870年代に除幕され、1880年代には彫像が追加された。碑の側には南北戦争時代の大砲4門が置かれていたが、第二次世界大戦のときに、戦争に使うために溶かされた。その後第二次世界大戦の大砲が置かれた。
1914年にマイルス・ダスティンが屋外ステージを建設した。それ以前のコンサートは広場で開催されていた。1917年には旗竿をJ・フランク・プレイスが寄付した。プレイスは新聞「ロチェスター・クーリエ」の元出版者だった。

### 初期の教育
町の初期時代は、50家族以上になったときに公立学校を造って読み書きを教えることが求められていた。1750年まではインディアンとの敵対関係があったために、この規則を無視していることができた。1750年にはインディアンがもはや脅威ではなくなったので、町の集会での投票で子供達の教育を始めることになった。
1751年、ロチェスターで初の公共教育が始まった。この学校は16週間続き、最初の教師（校長）はジョン・フォーストだった。フォースとの給与は15ポンドであり、毎月違う家庭に寄宿した（この家庭は市から毎週30セントを受け取った）。初期の学校は教室の前に暖炉があった。教室の前の方に座る生徒は直ぐに暖かくなったが、後ろの方の生徒は心から冷えたままだった。生徒の躾については教師が鞭で叩くことが認められていた。初期の教師の一人、タナーは一本しか腕が無かったとしても、この地域では最良の「鞭打ち者」として知られていた。

### 19世紀の成長
ロチェスターが開拓された頃は郵便制度が全く無かった。1768年、一人の郵便配達人が馬でポーツマス (ニューハンプシャー州)ポーツマスからバーウィック、ドーバーを通ってロチェスターに新聞を配達するようになった。1792年、ジョセフ・ペインが週1回郵便を配達し集めていくようになって、事態が改善された。彼が町に到着すると角笛が鳴らされてその到着が知らされた。1812年3月26日にバーク酒場内に固定郵便局が設立された。初代郵便局長はウィリアム・バーカーだった。
最初の大きな事業は製材業だった。ロチェスターはコチェコ川の水力を利用して工場町として発展するに連れ、他の産業も発展してきた。1806年には6つの皮なめし工場、1つの製材工場、毛織物工場および2つの製粉工場があった。1820年代から1830年代まで家具製作所や時計製作所があった。1834年にメカニクス社が設立されて毛織毛布を生産し、1853年のニューヨーク国際博覧会では高品質賞を受賞した。ノルウェイ・プレイン毛織会社は南北戦争で北軍が使った毛布を生産し、1870年には160万ヤード (1,500,000 m) の布を生産したが、19世紀末には廃業した。
1854年、E.G. & E. ウォレス靴会社が設立されて、1901年には700人以上を雇用するようになり、市内最大の雇用主になった。その社名は1920年代にロチェスター靴会社に変えられた。1889年にケッセル耐火煉瓦会社が設立され、ハーバード大学の新しい建物の煉瓦がゴーニックで生産された。貨物はロチェスター市内を通る4つの鉄道線で運ばれた。ロチェスターはマサチューセッツ州ヘイブリルとメイン州ポートランドの間の主要接続駅だった。農業の重要さも継続し、1875年にはロチェスター祭が設立された。1891年、ロチェスターは市制を布いた。
1885年、K.C. サンボーン・ドラグストアに初の電話が引かれ、ドーバーの交換所と接続された。1900年代初期までに、1日に市内通話1,200本、市外通話400本が行われるようになった。
世界恐慌のとき、幾つかの製造業がアメリカ合衆国南部の賃金の安さを求めて移転するか、破産するかした。工業時代の名残として幾つかの素晴らしい建築が残った。コンコードの建築家ランドレットとグリフィンが設計したロチェスター公共図書館がその例である。

### 図書館
ロチェスター公共図書館は1893年に開館され、州内でも開館時期の早かった公共図書館3館の1つだった。当時はポートランド通りとメイン通りの角にあったが、少し後に市役所に移転された。
1900年代初期、ロチェスター郵便局長オスマン・ウォーレンがアンドリュー・カーネギーに会って、新しい図書館建設に対する財政的援助を取り付けた。カーネギー財団は2万ドルの小切手を渡した。新しい図書館はメイン通り学校があった場所に建設された。この図書館は煉瓦と花崗岩を使った新ジョージア調建築様式で建てられ、内装は金色のオーク材と糸杉材で仕上げられた。新図書館は1905年10月2日に開館し、初日に150人が利用者登録した。初代司書はリリアン・パーシュレー嬢であり、1945年に死ぬまでこの職を続けた。その助手であるベルマ・フォスが2代目司書になった。

### 市役所とオペラハウス
もう一つ著名な建築としてジョージ・ギルマン・アダムズが設計し1908年建設のロチェスター市役所とオペラハウスがある。アダムズはニューイングランドのバーモント州ベローズフォールズ（1887年）、マサチューセッツ州エイムズベリー（1887年）、ニューハンプシャー州ドーバー（1891年）および同州デリー（1901年）などで市役所とオペラハウスという多目的建築物を手掛けてきていた。アダムズが設計したこの種の建物は多くが火事で破壊されたので、現在ではメイン州ウォータービル、バーモント州モントピリア、デリーおよびロチェスターの4館しか残っていない。
アダムズのオペラハウスは観客席が可動式であり、階段状にも平面状にもなるという特徴がある。階段状にしたときに、劇やコンサートを観賞できる。平面状にしたときに、ダンスや集会所として使うことができる。ロチェスター・オペラハウスは1908年のメモリアルデーに開館した。アダムズ設計の建物のほとんどが可動式床を採用しているが、ウォータービルとモントピリアはそうではない。他の建物が破壊されたので、ロチェスター・オペラハウスはこの種可動床を採用したことでは国内唯一のものになっている。
今日でもロチェスター・オペラハウスで観劇することができる。開館した1000年以上前の姿を留めている。

### 20世紀
1929年5月20日はロチェスターにおけるサイレント映画が終わった時だった。この日、クララ・ボウ主演のトーキー映画『The Wild Party』が封切られた。上映館はシーニック劇場だった。夕方の入場料は大人35セント、小人15セントだった。

### 自然災害
1947年の夏は乾燥していた。この年10月遅くになっても9月半ば以降の降水量が8分の1インチ (3 mm) に過ぎず、気温が高かった。小さな池や小川は涸れ上がり、地元農夫はサーモンフォールズ川やコチェコ川から水を引いて家畜に水を飲ませた。火事が起こる危険性が高かった。10月21日、ファーミントンを通過する列車からの火花が線路の両側にあった乾燥した草に燃え移り、ロチェスターでは最大の火災を起こした。
最初は消防士が火災を鎮められるように見えたが、その2日後に風速60マイル/時 (96 km/h) の風が起きて「小さな」火が制御不能に変わった。風に煽られた火事は南部から東部に延焼していった。高さ40フィート (12 m) になった火炎は長さ9マイル (14 km)、幅2マイル (3 km) の地域を焼き尽くした。火事が収まるまでに30軒以上の家屋が失われた。
1954年9月2日、ハリケーン・キャロルがニューハンプシャー州を襲った。ハリケーンの風は90マイル/時 (144 km/h) にもなった。州内の被害額は300万ドルと推計され、嵐の間の降水量は4インチ (100 mm) だった。

## 地理
ナシュアは北緯43度18分7秒 西経70度58分23秒 / 北緯43.30194度 西経70.97306度に位置する。
アメリカ合衆国国勢調査局に拠れば、市域全面積は45.8平方マイル (118.6 km2)、このうち陸地は45.2平方マイル (117.1 km2)、水域は0.6平方マイル (1.6 km2)で水域率は1.38％である。市内にはサーモンフォールズ川、アイシングラス川およびコチェコ川が流れている。市内の最高地点はヌートリッジが南に延びた地点で市の北側隅であり、海抜は581フィート (177 m) である。

## 人口動態
以下は2000年の国勢調査による人口統計データである。
| 基礎データ - 人口: 28,461人 - 世帯数: 11,434世帯 - 家族数: 7,649家族 - 人口密度: 243.4人/km2（630.3人/mi2） - 住居数: 11,836軒 - 住居密度: 101.2軒/km2（262.1軒/mi2） 人種別人口構成 - 白人: 97.12% - アフリカン・アメリカン: 0.52% - ネイティブ・アメリカン: 0.22% - アジア人: 0.87% - 太平洋諸島系: 0.03% - その他の人種: 0.26% - 混血: 0.98% - ヒスパニック・ラテン系: 0.90% 年齢別人口構成 - 18歳未満: 25.3% - 18-24歳: 7.7% - 25-44歳: 31.5% - 45-64歳: 22.1% - 65歳以上: 13.5% - 年齢の中央値: 37歳 - 性比（女性100人あたり男性の人口） - 総人口: 94.6 - 18歳以上: 90.3 | 世帯と家族（対世帯数） - 18歳未満の子供がいる: 32.8% - 結婚・同居している夫婦: 50.9% - 未婚・離婚・死別女性が世帯主: 11.4% - 非家族世帯: 33.1% - 単身世帯: 25.7% - 65歳以上の老人1人暮らし: 9.6% - 平均構成人数 - 世帯: 2.46人 - 家族: 2.95人 以下の収入データは2007年の推計である。 収入と家計 - 収入の中央値 - 世帯: 40,596 米ドル - 家族: 47,324米ドル - 性別 - 男性: 34,290米ドル - 女性: 23,319米ドル - 人口1人あたり収入: 18,859米ドル - 貧困線以下 - 対人口: 8.4% - 対家族数: 6.3% - 18歳以下: 11.7% - 65歳以上: 8.8% |

## 見どころ
- ロチェスター歴史協会博物館
- ロチェスター・オペラハウス
- ロチェスター広場
- スポールディング高校
- ロチェスタースケート公園
- ロジャー・アレン・スポーツ施設

## 著名な住人
- アイザック・アダムズ、発明家、工業事業家
- アラード・ベアード、ボストン・レッドソックスの副監督
- ジェフ・コフィン、ベラ・ふれっく・アンド・ザ・フレックトーンズのサキソフォン奏者
- ジェイムズ・ファリントン、ニューハンプシャー州選出アメリカ合衆国下院議員
- サミュエル・D・フェルカー、ロチェスター市長、ニューハンプシャー州知事
- ジョン・パーカー・ヘイル、ニューハンプシャー州選出アメリカ合衆国上院議員
- チャールズ・フランシス・ホール、北極探検家
- リンドン・ラルーシュ、政治活動か、大統領選挙候補者
- フレディ・マイアー、NHLアイスホッケー選手、フィラデルフィア・フライヤーズ
- ブランドン・ロジャーズ、AHLアイスホッケー選手、ヒューストン・エアロズ
- キャロル・シー・ポーター、 ニューハンプシャー州選出アメリカ合衆国下院議員
- ハントレー・N・スポールディング、ニューハンプシャー州知事
- ローランド・H・スポールディング、ニューハンプシャー州知事
- ナサニエル・アップハム、ニューハンプシャー州選出アメリカ合衆国下院議員